# Дорфман Йосип Давидович
Йо́сип Дави́дович До́рфман (*1 травня 1952, Житомир, УРСР) — український радянський, згодом французький шахіст, гросмейстер, заслужений тренер ФІДЕ (найвищий з п'яти щаблів тренерських звань), автор книг.

## Біографічна довідка
Народився і виріс у Житомирі.
Навчався шахової грамоти у тренера Михайла Емануїловича Тросмана.
Здобув технічну освіту в Житомирській філії КПІ (тепер ЖДТУ), інженер-механік. Продовжив шахове навчання у тренерів Львівської шахової школи.
У другій половині 1970-их пережив стрімкий злет аж до 12 позиції серед шахістів світу. Чемпіон Радянського Союзу 1977 (спільно з Борисом Гульком). Залишаючись довгий час в рейтингах у сотні найкращих гравців світу, почав тренерську працю. Під час Чемпіонату світу 1985—1987 Гаррі Каспаров залучив Йосипа Дорфмана як секунданта. Є згадка про відкриття власної школи у 1986, спільно з Адріаном Михальчишиним у Львові.
В 1990-ті роки емігрує до Франції, перебуває в п'ятірці найкращих шахістів, чемпіон цієї країни (1998), гравець її збірної на Шахових Олімпіадах (1998, 2002, 2004). З середини 2000-х поступово припиняє турнірні ігри (востаннє брав участь у розіграші Чемпіонату Франції 2011), зосереджуючись на тренерській роботі. Його найвідоміший учень — Етьєн Бакро.
Автор популярних книг, перекладених кількома мовами (зокрема російською).

## Шахова кар'єра
В 1975 році дебютує на Чемпіонаті СРСР в Єревані. У 1976 році досягає п'ятої сходинки. А вже наступного року несподівано для багатьох разом з Борисом Гулько поділяє перше місце в турнірі (фінал проходив у Ленінграді, додатковий матч Гулько—Дорфман в Москві не виявив переможця, тому чемпіонами визнали обох шахістів). Йосип Давидович мав нижчий рейтинг, ніж будь-хто інший з фіналістів і не мав гросмейстерського звання, проте лишив позаду колишніх чемпіонів світу Тиграна Петросяна, Михайла Таля, Василя Смислова, гросмейстерів Лева Полугаєвського, Юхима Геллера, Володимира Багірова та інших.
Саме на кінець 1970-х припадає пік гравецької кар'єри Йосипа Давидовича та найвищий рейтинг: 2712 і 12-та позиція серед найсильніших шахістів світу (за даними сайту шахової статистики chessmetrics.com [Архівовано 2 грудня 2013 у Wayback Machine.]). Скоро після перемоги в Чемпіонаті СРСР здобуває звання гросмейстера, Залучається до командних змагань. Проте невдало грає в зональних турнірах чемпіонату світу (1978 і найкращий результат у 1982 — 5—6 місце).
У складі команд: переможець студентської світової першості та Чемпіонату Європи (1977, крім командної отримав індивідуальну нагороду за гру на 5-ій дошці), Кубка Європейських Клубів (1984, у складі ДСТ «Труд», перша дошка — Михайло Таль, Йосип Давидович грав четвертим номером), Спартакіади народів СРСР (1979, у складі збірної команди УРСР), в чемпіонаті Збройних Сил вдало грав за команду Прикарпатського військового округу. Учасник трьох Олімпіад з шахів у складі збірної Франції (1998, 2002 — друга, 2004 — третя дошка). У 2005-му — бронзовий фіналіст командного Чемпіонату Європу (у складі збірної Франції).
В особистому заліку: шестиразовий учасник радянських чемпіонатів. Учасник багатьох міжнародних турнірів: переможець у Замарді (на озері Балатон, 1980), Нью-Делі (1982), Варшаві (1983), Москві (1985), Монако (2004) та призер у Печі (1976), Сан-Пауло (1978), Джакарті та Манілі (1979), Кисловодську (1982), Львові (1983, 1984), Сараєві (1988). Дворазовий призер меморіалу Акіби Рубінштейна (1978, 1992). Чотири рази сходив на п'єдестал пошани французького Чемпіонату з шахів: золото (Мерібель, 1998), срібло (Віші, 2000), двічі бронза (Валь-д'Ізер 2002 і 2004).

Енциклопедичний словник з шахів (видання 1990 року) характеризує Йосипа Дорфмана: 
|  | Шахіст активного позиційного стилю, добре знається в тактичних ускладненнях. |

## Турнірні результати

### Чемпіонати України
Йосип Дорфман зіграв у трьох фінальних турнірах чемпіонатів України, набравши загалом 23½ очка з 39 можливих.
| Рік  | Місто   | Турнір                 | + | − | = | Результат | Місце  |
| ---- | ------- | ---------------------- | - | - | - | --------- | ------ |
| 1971 | Донецьк | 40-й чемпіонат України | 6 | 4 | 3 | 7½ з 13   | 13—18  |
| 1974 | Львів   | 43-й чемпіонат України |   |   |   | 7½ з 13   | 11—16  |
| 1976 | Донецьк | 45-й чемпіонат України | 6 | 2 | 5 | 8½ з 13   | Bronze |

### Чемпіонати СРСР
Йосип Дорфман зіграв у шести фінальних турнірах чемпіонатів СРСР, набравши при цьому 47 очок з 98 можливих (+19-23=56).
| Рік  | Місто     | Турнір              | + | − | =  | Результат | Місце |
| ---- | --------- | ------------------- | - | - | -- | --------- | ----- |
| 1975 | Єреван    | 43-й чемпіонат СРСР | 3 | 7 | 5  | 5½ з 15   | 13    |
| 1976 | Тбілісі   | 44-й чемпіонат СРСР | 6 | 4 | 7  | 9½ з 17   | 5     |
| 1977 | Ленінград | 45-й чемпіонат СРСР | 4 | 0 | 11 | 9½ з 15   | Gold  |
| 1978 | Тбілісі   | 46-й чемпіонат СРСР | 1 | 5 | 11 | 6½ з 17   | 17    |
| 1981 | Фрунзе    | 49-й чемпіонат СРСР | 3 | 3 | 11 | 8½ з 17   | 8—9   |
| 1984 | Львів     | 52-й чемпіонат СРСР | 2 | 4 | 11 | 7½ з 17   | 12—13 |

## Зміни рейтингу
| На цьому місці має відображатися графік чи діаграма, однак з технічних причин його відображення наразі вимкнено. Будь ласка, не видаляйте код, який викликає це повідомлення. Розробники вже працюють для того, щоби відновити штатне функціонування цього графіка або діаграми. | |
| | На цьому місці має відображатися графік чи діаграма, однак з технічних причин його відображення наразі вимкнено. Будь ласка, не видаляйте код, який викликає це повідомлення. Розробники вже працюють для того, щоби відновити штатне функціонування цього графіка або діаграми. |